# Anatolij Alexejevič Kljosov
Anatolij Alexejevič Kljosov (rusky Анатолий Алексеевич Клёсов; * 20. listopadu 1946, Čerňachovsk, Kaliningradská oblast, SSSR) je sovětský a americký biochemik, specialista v oblasti polymerních kompozitních materiálů, biomedicíny a enzymatické katalýzy. V roce 2008 začal propagovat tzv. „DNK-genealogii“, jejíž závěry ovšem majoritní vědeckou komunitou nejsou uznávány, na rozdíl od obecně uznávaných vědeckých disciplín genetické genealogie a populační genetiky.

## Názory na původ lidstva
Ve své práci Kljosov vychází z obecně známých principů dědičnosti prostřednictvím chromozomu Y a mitochondriální DNA, na kterých je založena též genetická genealogie. Kljosov však při sledování historických migrací lidstva v některých ze svých 10 knih vydaných v letech 2010 až 2016 dochází k závěrům, které jsou v přímém protikladu s většinovým názorem vědců, že současný člověk pochází z Afriky. Podle Kljosova se naopak současný bílý člověk vyvinul na Sibiři a rychle rostoucí populace se odtud přibližně před 24 000 lety postupně rozšířila do celého světa, tedy i do Afriky. Sám Kljosov označuje svou „DNK-genealogii“ za „vlasteneckou vědu“, řada dalších vědců ji ovšem považuje za pseudovědu.